# ۳۰۶ (قمری)
۳۰۶ (قمری)، سیصد و ششمین سال در گاهشماری هجری قمری است. اول محرم این سال برابر با نوزدهم ژوئن سال ۹۱۸ میلادی است.

## زادگان
- شیخ صدوق فقیه شیعه